# Bizz

Bizz est un magazine business belge édité par le groupe Roularta de 1999 à 2010, paraissant dix fois par an en version française et néerlandaise,. Il s’inspirait de magazines français et américains. Il s’adressait tant aux entrepreneurs qu’aux cadres et aux indépendants et se voulait essentiellement pratique.
Bizz a vu le jour en septembre 1999, en remplacement du mensuel Belgian Business & Industrie. Son premier numéro a été tiré à 96 000 exemplaires, dont 62 000 en néerlandais et 34 000 en français et vendu eu prix de 150 francs belges. 
En 2008, Bizz était tiré à 21 200 exemplaires pour une audience de 100 000 lecteurs, d'après le CIM.
L'éditeur estimant qu'il manquait de rentabilité, Bizz a été intégré aux magazines Trends-Tendances, en français, et Trends, en néerlandais, sous la forme d'un cahier de 24 pages, en septembre 2010,. 
Bizz, c’était aussi une lettre d'information électronique envoyée quotidiennement.

## Thèmes
Le marketing, le management, l’entrepreneuriat, le leadership, la finance et la communication. Une rubrique est également consacrée à l’équilibre travail-vie privée et une autre à de jeunes professionnels très prometteurs.

## Rédacteurs en chef
- Nathalie van Ypersele (août 2008 - octobre 2009)[7]
- Camille van Vyve (octobre 2009 - septembre 2010)